# Patekla
Patekla (žemaitsky Patiekla) je řeka na západě Litvy v okrese Telšiai (Telšiaiský kraj), v Žemaitsku na Žemaitijské vysočině. Pramení 0,5 km na severovýchod od vsi Stulpinai, okres Telšiai. Vlévá se do řeky Virvytė mezi vesnicemi Buišiai a Sviraičiai, 2,5 km na východ od městysu Ubiškė, necelý 1 km od chlumu Taurago kalnas, 45 km od jejího ústí do Venty. Teče převážně směrem východním, od vsi Geruliai začíná silněji meandrovat. V městysu Ubiškė protéká rybníkem Ubiškės tvenkinys (73 ha).

## Přítoky
- Levé: Tausalas (vlévá se 13,1 km od jejího ústí), P-1 (11,5 km), Girupis (8,5 km), Šiltupis (8,1 km), Urkupis (6,4 km)
- Pravé: Mastupis (17,8 km), Gervainys (12,6 km), Babrutė (12,1 km), Levenčiupis (5,4 km)